# Comuna Strahoninec, Međimurje
Strahoninec este o comună în cantonul Međimurje, Croația, având o populație de 2.682 de locuitori (2011).

## Demografie
Componența etnică a comunei Strahoninec
     Croați (98,62%)
     Necunoscut (0,19%)
     Neclasificat (0,97%)
Componența confesională a comunei Strahoninec
     Catolici (92,8%)
     Fără religie și atei (2,01%)
     Alți creștini (1,04%)
     Necunoscută (2,35%)
     Alte religii (1,79%)
Conform recensământului din 2011, comuna Strahoninec avea 2.682 de locuitori. Din punct de vedere etnic, majoritatea locuitorilor (98,62%) erau croați. Apartenența etnică nu este cunoscută în cazul a 0,19% din locuitori. Din punct de vedere confesional, majoritatea locuitorilor (92,8%) erau catolici, existând și minorități de persoane fără religie și atei (2,01%) și null (1,04%). Pentru 2,35% din locuitori nu este cunoscută apartenența confesională.